# Gioi
Gioi là một thị trấn và comune tại tỉnh Salerno thuộc vùng Campania ở tây nam nước Ý.